# Teodoros Zagorakis
Teodoros (Todoris) Zagorakis, gr. Θεόδωρος (Θοδωρής) Ζαγοράκης (ur. 27 października 1971 w Kawali) – grecki piłkarz występujący na pozycji pomocnika, mistrz Europy (2004), działacz piłkarski, poseł do Parlamentu Europejskiego VIII i IX kadencji, prezes Eliniki Podosferiki Omospondia.

## Życiorys
Karierę piłkarską zaczynał w klubie AO Kawala. Z niego w 1992 przeszedł do PAOK FC, a w 1997 za 1,2 mln euro do Leicester City. Tam grał do 2000, po czym za darmo został zawodnikiem AEK Ateny. W 2004 został zawodnikiem włoskiego klubu piłkarskiego Bologna FC. Po spadku tej drużyny z ekstraklasy podpisał kontrakt z PAOK FC, gdzie zakończył karierę zawodniczą.
W latach 1994–2007 wystąpił w 120 spotkaniach reprezentacji Grecji, zdobywając 3 gole. Wraz ze swoją reprezentacją (jako jej kapitan) wywalczył w 2004 mistrzostwo Europy, został wówczas uznany za najlepszego według UEFA piłkarza tego turnieju.
Po zakończeniu kariery sportowej Teodoros Zagorakis został działaczem piłkarskim. Jeszcze w 2007 objął stanowisko prezesa zarządu klubu piłkarskiego PAOK Saloniki, zrezygnował w 2009, jednak po dwóch miesiącach powrócił na tę funkcję, którą pełnił do 2012. W 2014 zaangażował się w działalność polityczną, przyjmując propozycję Nowej Demokracji kandydowania w wyborach europejskich. W głosowaniu z 25 maja 2014 uzyskał mandat eurodeputowanego. W 2019 z powodzeniem ubiegał się o reelekcję.
W 2021 został wybrany na prezesa Eliniki Podosferiki Omospondia, greckiej federacji piłki nożnej. Zrezygnował z tej funkcji jeszcze w tym samym roku. W 2024 nawiązał współpracę polityczną z Panhelleńskim Ruchem Socjalistycznym.